# 닉 맨쿠소

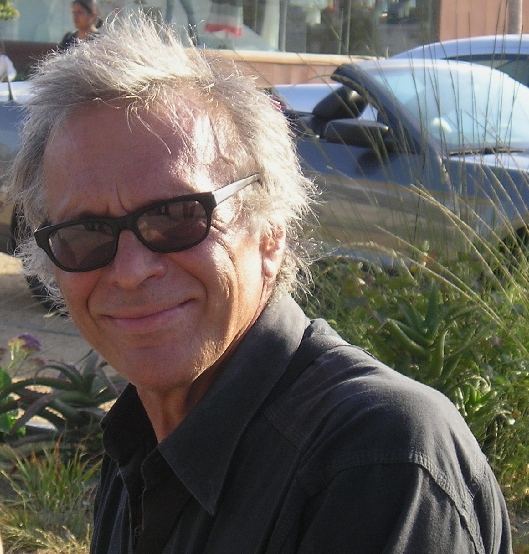

닉 맨쿠소(Nicodemo Antonio Massimo Mancuso, 1948년 5월 29일 ~ )는 캐나다의 배우, 각본가이다.

## 영화
- 더 퍼포먼스 (2017년)
- 아담스 테스터먼트 (2017년)
- 본 데드 (2017년)
- 케이지드 뷰티 (2016년)
- 미스포춘 (2016년)
- 어드벤쳐스 오브 어 피자 가이 (2015년)
- 어 트립 투 더 아일랜드 (2014년)
- 더 메리:잃어버린 영혼 (2014년)
- 레저렉션 오브 토니 지톤 (2013년) - 빈스 역
- 인질 (2013년) - 아버지 다리오 역
- 위스키 비즈니스 (2012년) - 돈 역
- 더 그레이트 카멜레온 (2012년)
- 바이어런트 블루 (2011년) - 피에트로 역
- 데드타임 스토리스 (2009년) - 스완 역
- 데스 워리어 (2009년)
- 라이즈 오브 더 가고일스 (2009년) - 파더 게이블 역
- 컨트렉트 킬러 (2009년)
- 나이트 오브 테러 (2006년)
- 인 더 믹스 (2005년) - 살바토르 역
- 투데이 유 다이 (2005년)
- 리브스 오브 더 세인츠 (2004년)
- 파이어파이트 (2003년)
- The Secret Pact (1999)
- 아포칼립스 4 (2001년)
- 오프 리미트 (2001년) - 스콧 역
- 아포칼립스 3 - 트리버레이션 (2000년)
- 아포칼립스 2 - 레버레이션 (1999년)
- 프러바커터 (1998년)
- 캡쳐드 (1998년)
- 요람을 흔드는 손 (1998년)
- 브리드 어파트 (1998년)
- 파이널 미션 (1998년)
- 어게인스트 더 로 (1997년) - 존 쉐파드 역
- 인베이더 (1997년)
- 카마슈트라 백작 (1996년) - 사드 후작 역
- 트리플 테러 (1996년)
- 저격자 (1996년)
- 제3의 눈 (1995년)
- 죽음의 워터프론트 (1995년)
- 언더 씨즈 2 (1995년)
- 포 더 러브 오브 아론 (1994년)
- 플린치 (1994년)
- 와일드 팜 (1993년)
- 베일 속의 사라 (1992년)
- 언더 씨즈 (1992년)
- 래피드 화이어 (1992년)
- 패밀리 (1991년)
- 레나의 휴일 (1991년)
- 카프카의 연인 밀레나 (1991년)
- 음모의 노출 (1991년)
- 배반의 키스 (1991년)
- 남장 여인 (1988년)
- 킹 오브 러브 (1987년)
- 잃어버린 휴가 (1985년)
- 비통한 사람들 (1984년)
- 맨 투 맨 (1984년)
- 사랑할 때와 이별할 때 (1984년)
- 데드 쉽 (1980년) - 닉 역
- 나이트윙 (1979년)
- 블랙 크리스마스 (1974년)